# La Primera Navidad

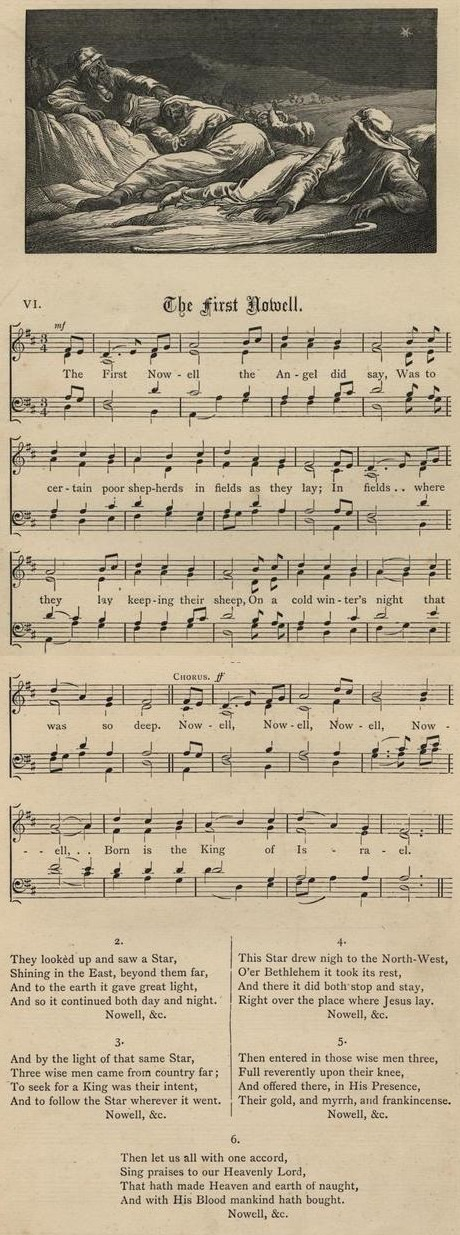
"The First Nowell" en Carols, New and Old (1879)

La primera Navidad (en inglés, The First Noel, The First Noël O The First Nowell) es un villancico navideño inglés tradicional, proveniente muy probablemente del siglo XVII, aunque también es posible que sea anterior, del siglo XIII.
En su forma actual,  es original de Cornualles, y se publicó por vez primera en Carols Ancient and Modern (1823) y Gilbert and Sandys Carols (1833), ambos editados por William Sandys y arreglados, editados y con letra adicional de Davies Gilbert para Hymns and Carols of God. Hoy en día, se interpreta habitualmente a cuatro voces, con el arreglo del compositor inglés John Stainer, publicado por primera vez en su obra Carols, New and Old, en 1871. Las variaciones de su tema están incluidas en la Carol Symphony, de Victor Hely-Hutchinson.
La melodía es inusual entre las melodías populares inglesas, en el sentido de que consta de una frase musical repetida dos veces, seguida por un estribillo que es una variación de esa frase. Las tres frases terminan en la tercera de la escala. Se cree que es una versión de una melodía más antigua cantada en una versión de galería de la iglesia; puede hallarse una reconstrucción de esta versión más antigua en el New Oxford Book of Carols.
La melodía está incluida, junto con los villancicos Good Christian Men, Rejoice, God Rest You Merry, Gentlemen y Come ye, lofty; come, ye lowly, en la fantasía coral Christmas Day (1910), de Gustav Holst.

## Contexto religioso
La Anunciación a los pastores y la Adoración de los pastores son episodios en la Natividad descritos en el segundo capítulo del Evangelio de Lucas (Lucas 2). La Estrella de Belén aparece en la historia de los Reyes Magos (los Hombres Sabios) en el Evangelio de Mateo; no aparecen en la historia de los pastores.

## Comparación textual
Como ocurre con muchas canciones tradicionales y villancicos, la letra difiere en los libros. Las versiones comparadas más abajo se tomaron del New English Hymnal (1986) (que es la versión utilizada en Henry Ramsden Bramley y John Stainer, Carols, New and Old), la versión de galería de Ralph Dunstan en el Cornish Songbook (1929) y la versión del reverendo Charles Lewis Hutchins en Carols Old and Carols New (1916).
| New English Hymnal. | Cornish Songbook. | Carols Old and Carols New. |
| --- | --- | --- |
| 1. The first Nowell the angels did say Was to certain poor shepherds in fields as they lay; In fields where they lay, keeping their sheep, On a cold winter's night that was so deep: Refrain Nowell, Nowell, Nowell, Nowell, Born is the King of Israel. | 1. O well, O well, the Angels did say To shepherds there in the fields did lay; Late in the night a-folding their sheep, A winter's night, both cold and bleak. Refrain O well, O well, O well, O well, Born is the King of Israel. | 1. The first Noel, the angels say To Bethlehem's shepherds as they lay. At midnight watch, when keeping sheep, The winter wild, the light snow deep. Refrain Noel, Noel, Noel, Noel Born is the King of Israel. |
| 2. They looked up and saw a star, Shining in the east, beyond them far: And to the earth it gave great light, And so it continued both day and night: | 2. And then there did appear a Star, Whose glory then did shine so far: Unto the earth it gave a great light, And there it continued a day and a night.                                                                             | 2. The shepherds rose, and saw a star Bright in the East, beyond them far, Its beauty gave them great delight, This star it set now day nor night.                                                              |
| 3. And by the light of that same star, Three Wise Men came from country far; To seek for a King was their intent, And to follow the star whersoever it went:                                                                                              | 3. And by the light of that same Star, Three Wise Men came from country far; To seek a King was their intent - They follow'd the Star wherever it went.                                                                             | 3. Now by the light of this bright star Three wise men came from country far; They sought a king, such their intent, The star their guide where'er it went.                                                     |
| 4. This star drew nigh to the north-west; O'er Bethlehem it took its rest; And there it did both stop and stay Right over the place where Jesus lay: | 4. The Star went before them unto the North West, And seemed o'er the City of Bethlehem to rest, And there did remain by night and by day, Right over the place where Jesus Christ lay.                                             | 4. Then drawing nigh to the northwest, O'er Bethlehem town it took its rest; The wise men learnt its cause of stay, And found the place where Jesus lay.                                                        |
| 5. Then entered in those Wise Men three, Full reverently upon their knee, And offered there in his presence, Their gold and myrrh and frankincense: | 5. Then enter'd in these Wise Men three, With reverence fall on their knee, And offer'd up in His presence The gifts of gold and frankincense.                                                                                      | |
| 6. Then let us all with one accord Sing praises to our heavenly Lord That hath made heaven and earth of nought, And with his blood mankind hath bought:                                                                                                   | 6. 'Tween an ox manger and an ass, Our Blest Messiah's place it was; To save us all from bond and thrall, He was a Redeemer for us all!                                                                                             | |

## Grabaciones
- «The First Nowell», de Libera. Incluido en el álbum Libera: The Christmas Album (2011)[8]
- «The First Noel», de Pentatonix (2015)[9]
- «The First Noel», de Weezer (2008)